# Ґреґорі Корсо
Ґреґорі Корсо (англ. Gregory Corso; 26 березня 1930, Мангеттен, Нью-Йорк — 17 січня 2001, Міннеаполіс) — американський поет і прозаїк, один з чотирьох «канонічних» представників покоління бітників (поряд з Алленом Ґінзберґом, Джеком Керуаком і Вільямом Берроузом).

## Біографія
Ґреґорі Корсо народився у Ґринвіч-Вілледжі, кварталі на заході Нижнього Мангеттена. Його батьки були італійцями. Коли Ґреґорі народився, його батькові було сімнадцять років, а мамі — шістнадцять. За рік після народження батьки розлучилися, Ґреґорі змінив кілька прийомних сімей. Коли йому виповнилося одинадцять років, батько одружився знову і забрав Ґреґорі до себе, але за два роки Ґреґорі втік з дому. Його спіймали і відправили до інтернату. Там він пробув два роки, і додому так більше й не повернувся. У сімнадцять років Ґреґорі вкотре потрапив до тюрми, але цього разу на серйозний термін — три роки. Там він познайомився з одним засудженим, який давав Ґреґорі читати світову класичну літературу. У тюрмі Ґреґорі зрозумів, що хоче стати поетом.
Однієї ночі 1950 року Ґреґорі Корсо сидів у темному порожньому барі. У нього були при собі його тюремні вірші. До бару зайшов Аллен Ґінзберґ, вони познайомилися, Аллен прочитав кілька віршів Ґреґорі і був вражений їхньою свіжістю та ориґінальністю.
Ґреґорі Корсо працював різноробом, страждав від божевілля, їздив автостопом Америкою і світом, і був активний до останніх своїх днів.
Помер Ґреґорі Корсо у Міннеаполісі, штат Міннесота, від раку. Похований у Римі на Римському протестантському цвинтарі поряд із кумирами своєї юності Персі Біші Шеллі і Джоном Кітсом.

## Творчість
Ґреґорі Корсо яскравий представник покоління бітників у поезії, автор семи поетичних збірок, у яких виразно простежується захоплення «вічно молодими» (тобто рано померлими або рано замовклими) поетами — Персі Біші Шеллі, Томасом Чаттертоном, Артюром Рембо, і намагання доповнити їхній міф власними життям і творчістю. Подібно до інших бітників, величезного значення надавав публічному виконанню своїх віршів, майстерно перетворюючи звичайне читання в унікальне словесно-жестикуляційне дійство.